# 活魚車

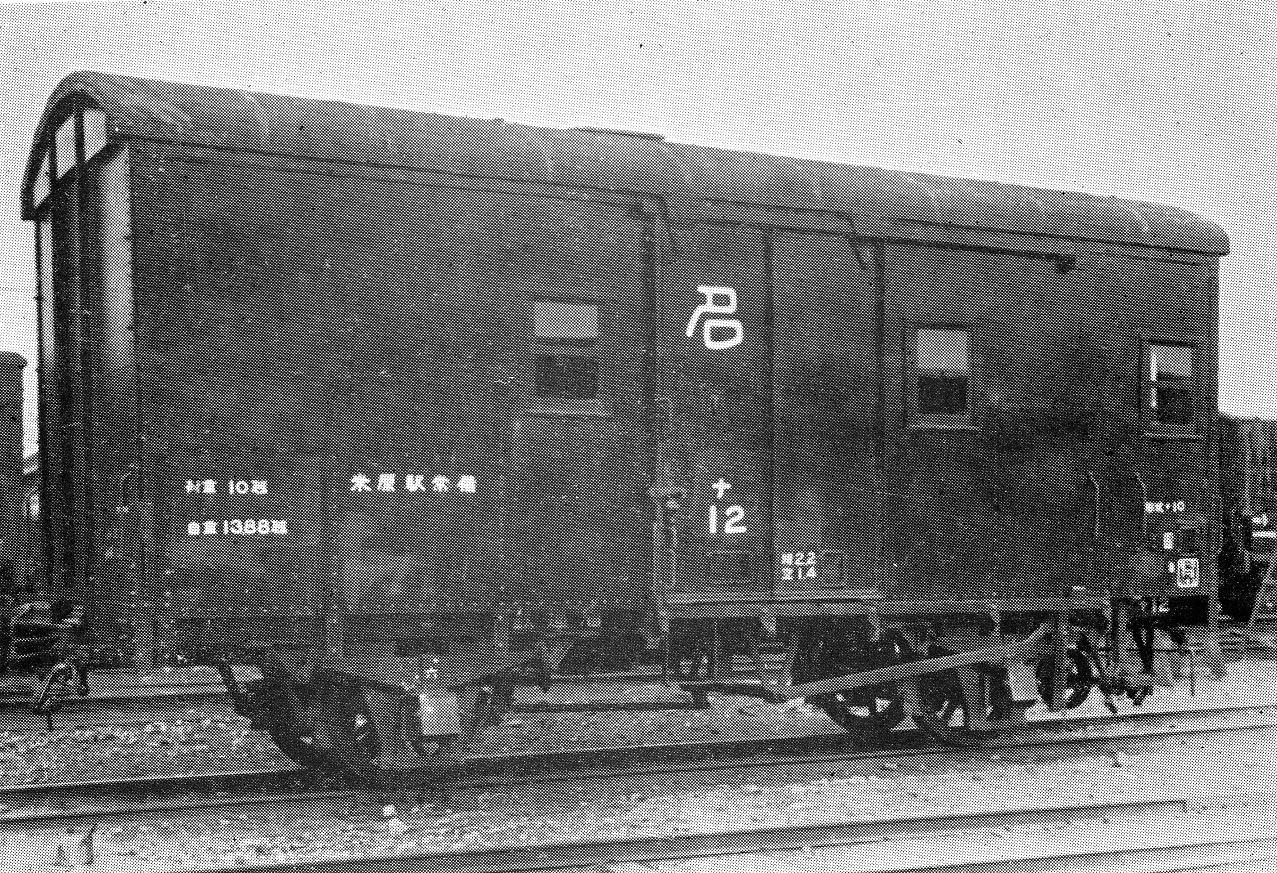
日本国有鉄道ナ10形

活魚車（かつぎょしゃ）は、かつて日本で運行されていた鉄道貨車（有蓋車）の一種で、魚類を生きたまま輸送するための車両である。活魚車の日本国有鉄道（国鉄）の形式記号は「ナ」で、由来については、「さかな」のナという説と生魚のナという説がある。

## 背景
養殖業の技術が発達した1926年頃から、琵琶湖の特産品であるアユの稚魚を全国の河川に放流するという試みが行われるようになりつつあった。
これは、琵琶湖の湖水の水質が貧栄養性で、同湖で養殖した場合に稚魚が食用に足る水準まで成長するのが難しいことに対する策として考案されたもので、栄養状態の良い水系に放流された琵琶湖産稚魚が食用水準まで成長することが確認されたため、本格的な実施に移されたものであった。
この稚魚の長距離移動には鉄道輸送が用いられたが、当初は通常の有蓋車に水槽を搭載して水槽2つにつき1人の担当者を乗務させ、彼らに昼夜を分かたず柄杓で水を攪拌させて、稚魚を入れた水中の溶残酸素量を一定に保たせるというあまりにも前時代的な手法を用いていた。このため輸送需要の増大に対応できず、また輸送中の稚魚の斃死率の点でも無視できない損失が発生していた。
そこでこれらの問題を解決すべく、1931年春に専用の貨車としてナ1形活魚車が試作された。これは魚を冬眠状態にして運ぶ構造になっており、魚の生存率が大幅に向上して大きな成功を収めた。この実績を受けて翌1932年4月には、量産車としてナ1形を改良したナ10形10両が製作された。
活魚車は主にアユ、フナ、コイなどの稚魚輸送を主体に用いられた。例外的なケースとして、1934年には鳥羽から兵庫までフグを106尾輸送し、93尾を生かしたまま輸送することに成功したという記録も残されており、商品価値の高い高級魚の輸送にも用いられていたことがわかる。

## 構造

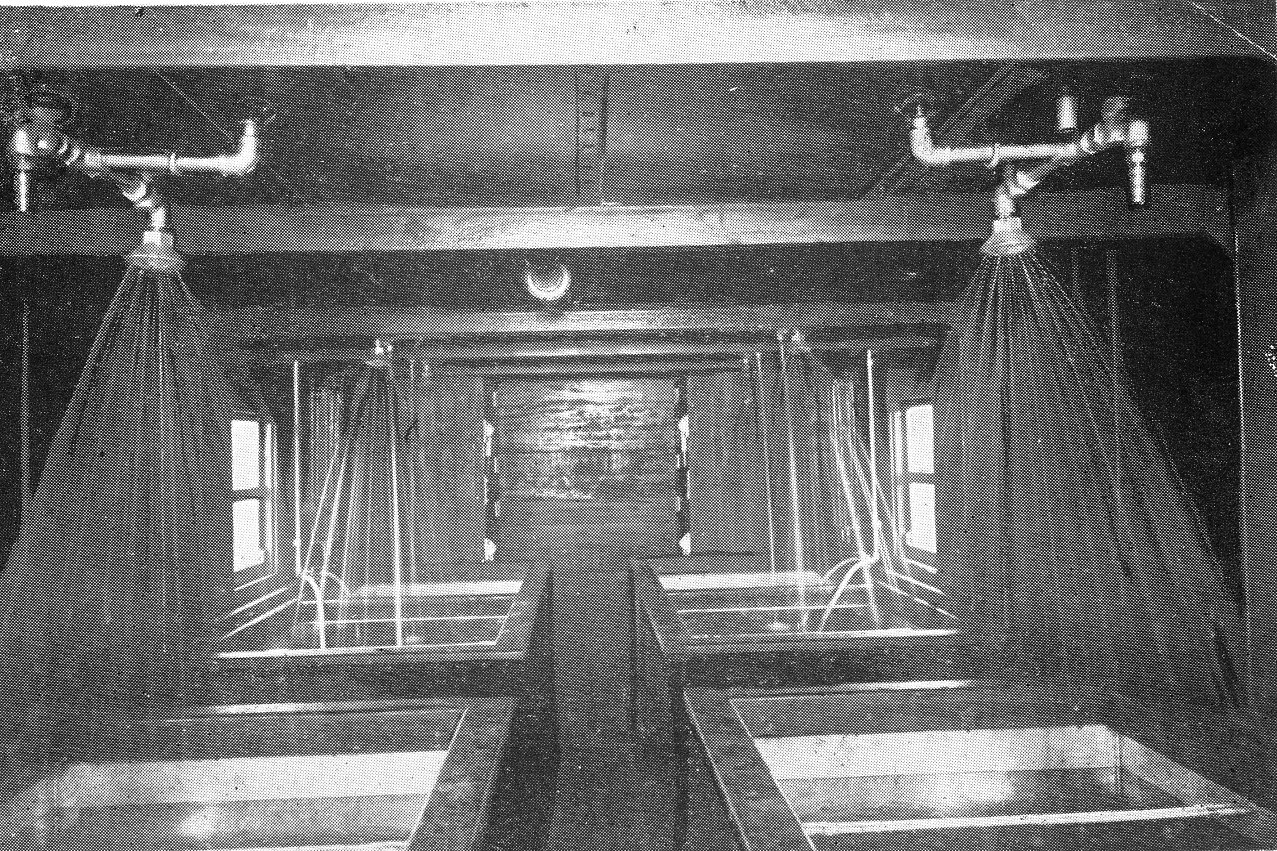
日本国有鉄道ナ10形の内部

魚を冬眠状態で生きたまま輸送することを至上課題として開発されたため、他に例のない循環系を構築していることが特徴である。その構造は試作車であるナ1形と量産車であるナ10形で基本的には共通するが、前者の使用実績を反映して後者では多くの改良が加えられている。
車内には枕木方向に平行になるように4つの大型水槽（魚槽）を床上に搭載してここに冷水と輸送されるべき魚を入れ、天井から吊り下げ式で円筒形の貯水槽（容量0.5t）を2つずつレール方向に平行になるように合計4つ装架、必要に応じここから水を各水槽へ噴霧させることで長時間の停車時などに水中溶残酸素量が低下した際に酸素濃度を引き上げることを可能としている。この水の噴霧で溢れた水は床下あるいは床上に設置された貯水槽（水揚水槽）に一旦送られた後、ここから再度天井の貯水槽へ送られるようになっており、その動力源にはナ1形では水槽内の水循環や溶残酸素濃度制御と同じくブレーキ管から供給される圧縮空気を用い、ナ10形では揚水のみ別途車軸駆動ポンプを用いた。ただし、前者は入換作業などのブレーキ管切り離し時には当然ながら空気圧が供給されないため、また後者は停車時にポンプが駆動されないため、それぞれの間の循環を維持するための手押しポンプを搭載しており、3名ないしは2名が乗務した付添人が手動でこのポンプを駆動して揚水する必要があった。
また、水槽に入れて水を冷却するための氷を入れておく貯氷箱が一端に設けられており、ナ10形では長時間の停車中などに備えて酸素ボンベも搭載していた。付添人がこれらの水流や酸素の管理を行っており、そのための乗務員室も一端に設置されていた。

### 輸送の失敗例
1950年7月中旬、博多駅から鳥羽駅まで活魚車を使用した真珠母貝（タカセガイ）の輸送が行われたが、50時間あまりの時間を要したこともあり母貝が全滅。設備に故障があったとして国鉄側が87万円の賠償を行っている。

## 製造と運用
1931年（昭和6年）に、昭和天皇の即位の礼に用いられる馬車を輸送する車運車であったクム1形（クム27）からの改造により、試作車としてナ1形が1両製作された。その後、1950年（昭和25年）5月20日通達「車工第376号」による第二次貨車特別廃車の対象形式となり廃車となった。
続いて1932年（昭和7年）と1935年（昭和10年）のそれぞれ5両ずつ、同じくクム1形からの改造で量産車のナ10形が合計10両製作されている。新旧番号の対照は、次のとおりである。ナ10形は、1968年（昭和43年）まで在籍していた。
- クム22 - 26 → ナ10 - 14（1932年）
- クム17 - 21 → ナ15 - 19（1935年）

## その後
第二次世界大戦で一時的に輸送が中断した後、戦後に輸送が再開された時には、特殊な機械装置の扱いの問題から、再び有蓋車での輸送に戻された。なお、1987年（昭和62年）には、より高度な機能を備えた活魚輸送用のU8Dコンテナが開発されている。

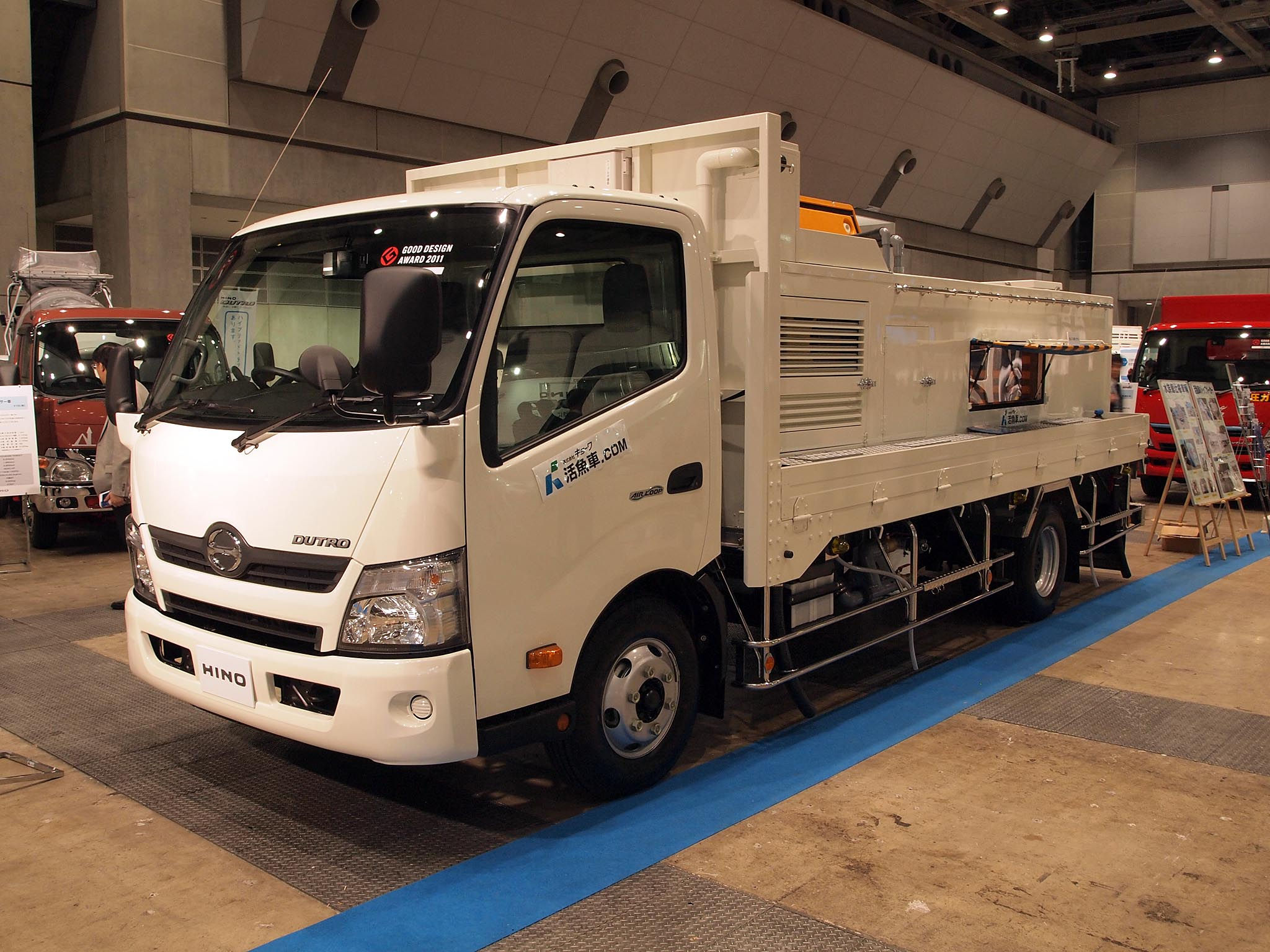
トラックの活魚輸送車の例（日野・デュトロ）

なお、現在の自動車にも、トラックの荷台に大型水槽を設置し、電動循環ポンプと酸素ボンベを備えた活魚専用車がある。